# Європеїстика
Європеї́стика — галузь науки, запропонована багатьма академіями та університетами Європи, яка зосереджується на поточному розвитку Європейської інтеграції. Складається з комбінації декількох тем, у тому числі політологія, державна політика ЄС, європейська історія, європейське право, економіка і соціологія. Найбільше університети розширюють аспекти до тем, які містять в собі Європу, але не обов'язково Європейську інтеграцію, а наприклад, європейську культуру, європейську літературу і європейські мови. Але водночас ці вчення сфокусовані на Євросоюзі. Предмет включає гуманітарні і соціальні науки. Розділи Європеїстики найближчі саме європейським країнам. Тому існують відділи, які глибше займаються вивченням тих чи інших розділів.
Програма для навчання зазвичай містить у собі комбінацію з політології, історії ЄС, європейського права та економіки, соціології тощо. Навчальна програма деяких університетів містить у собі дещо ширший набір предметів, наприклад, європейську літературу, культуру та мови. У той час, коли загальний напрям фаху зосереджений на ЄС, він також може охоплювати (у порівняльній перспективі)теми та предмети національного значення.
У Європі цей фах, як правило, пропонується як післядипломна освіта для студентів, які отримали вищу освіту із споріднених наук (економіка, право, політологія, соціологія) і мають добрі знання з англійської мови. Навчання триває два роки. Після закінчення студенти отримують диплом — Master of Arts in European Studies.

## Науки, які включені до Європеїстики
- Культурологія
- Економіка
- Європейські мови
- Географія
- Історія
- Право
- Логістика європейських країн
- Мовознавство
- Література
- Політологія
- Соціологія
- Державне управління